# Isola Bridgeman
L'isola Bridgeman (in inglese Bridgeman Island o Bridgemans's Island o Bridgman Island o Helena Island) è un'isola antartica localizzata ad una latitudine di 62° 04' sud e ad una longitudine di 56° 44' ovest. L'isola  è stata scoperta nel gennaio 1820 da Edward Bransfield e intitolata al capitano della marina britannica Charles O. Bridgeman. Il territorio fa parte dell'arcipelago delle Shetland meridionali e la sovranità è sospesa ai sensi del trattato antartico.
L'isola è di origine vulcanica ed ha una lunghezza di circa 800 metri. Di forma quasi circolare raggiunge un'altezza massima di 240 metri.
Il cono vulcanico è attualmente di dimensioni minime rispetto a quelle originali, sintomo di una lunga inattività e dell'azione erosiva degli elementi. Le cronache nel XIX secolo che riportano emissioni di vapori dall'isola Bridgeman si riferiscono probabilmente alla vicina e più giovane isola Penguin.